# Pán času
Pán času (v anglickém originále Doctor Who) je britský televizní sci-fi seriál společnosti BBC. Popisuje dobrodružství humanoidního mimozemšťana z rasy Pánů Času, který se představuje jako Doktor (v orig. The Doctor). Doktor cestuje ve své lodi TARDIS, která zvenčí vypadá jako modrá britská policejní telefonní budka z 60. let, což byl běžný pohled v Británii, když seriál v roce 1963 začínal. Se svými společníky a společnicemi zkoumá vesmír a čas, řeší problémy a napravuje škody.
Seriál je třikrát zapsán v Guinnessově knize rekordů, zaprvé jako nejdéle běžící sci-fi seriál na světě, poté jako nejúspěšnější televizní seriál, a jako největší simulcast při vysílání speciálního filmu pro 50. výročí seriálu. Jde o součást moderní britské kultury. Britové považují seriál, proslulý barvitými příběhy a speciálními efekty, za kultovní a v roce 2006 byl oceněn jako nejlepší televizní seriál.
Vysílání započalo roku 1963 a pokračovalo až do roku 1989. Následně byl v roce 1996 natočen film, který měl sloužit jako pilotní snímek k nové sérii, k čemuž nikdy nedošlo. Ke skutečnému znovuzrození Doktora došlo až v roce 2005, opět pod taktovkou BBC a kanadské společnosti CBC jakožto koproducenta. V průběhu vysílání vzniklo několik spin-offů. V roce 1981 to byl pilotní snímek K-9 and Company k novému seriálu, ovšem k jeho natočení nikdy nedošlo. V letech 2006–2011 byl vysílán seriál Torchwood, v letech 2007–2011 seriál Dobrodružství Sarah Jane, v letech 2009–2010 seriál K9 a od roku 2016 seriál Class, které navazují na děje z Doctora Who.
Zatím posledního Doktora hrál až do vánočního speciálu 2017 Peter Capaldi, jehož poslední společnicí byla Bill Pots hrána Pearl Mackie. Ve vánočním speciálu Doktor regeneroval a Petera v roli nahradila Jodie Whittaker, která se tak stala vůbec první ženou v roli Doktora. Spolu s novým Doktorem BBC oznámila i skupinu nových společníků. Jodie na plátně doprovází Mandip Gill, Bradley Walsh a Tosin Cole. Od podzimu 2021 již jen Mandip Gill a nově John Bishop.
V květnu 2022 byl do role 15. doktora obsazen Ncuti Gatwa, jemuž společnici dělá Millie Gibson.
Seriál je v Británii vysílán na BBC1. V Česku jej můžeme sledovat na stanici AXN, popřípadě AXN Sci-fi, na ČT2 běžel v letech 2013–2014. V Česku je vysílán pouze obnovený seriál z roku 2005.

## Historie
Pán času se poprvé objevil na televizních obrazovkách BBC1 v sobotu 23. listopadu 1963 v 17:16:20, tedy s 80vteřinovým zpožděním. Byl to běžný týdenní pořad, každá epizoda měla délku 25 minut. Ředitel dramatu, Sydney Newman, byl zodpovědný za vývoj programu, první epizoda (dokumentárního formátu) byla vytvořena Newmanem a ředitelem seriálů Donaldem Wilsonem a scenáristou C. E. Weberem. Scenárista Anthony Coburn, David Whitaker a původní producentka Verity Lambert také velmi přispěli k vývoji seriálu. Pořad byl původně zamýšlen jako naučný, používající cestování časem k prozkoumání významných historických momentů a vědeckých myšlenek. 31. července 1963 Whitaker pověřil Terryho Nationa, aby napsal příběh pod názvem The Mutants. Jak bylo původně psáno, Dalekové a Thalové byly oběťmi mimozemského útoku neutronovou bombou, ale Nation později odstranil mimozemšťany a udělal z Daleků agresivní stvoření. Když byl scénář předložen Newmanovi a Wilsonovi, byl odmítnut, jelikož do programu podobná monstra nechtěli. První příběh byl kompletní a BBC věřilo, že ten příští bude úspěch, ale The Mutants, byl jediným dokončeným příběhem, takže nezbylo, než jej použít. Nationův scénář se stal druhým příběhem seriálu The Daleks (neboli The Mutants). Seriál představil titulní mimozemšťany, kteří se stali nejpopulárnějšími seriálovými monstry a byli zodpovědní za rozvoj seriálu.
BBC vyprodukovala 26 sérií, vysílaných na BBC1. Snížená sledovanost a odmítnutí ve veřejném vnímání způsobilo, že byl seriál v roce 1989 pozastaven Jonathanem Powellem, kontrolorem BBC1. Ačkoli (jak jedna z účinkujících seriálu, Sophie Aldred, oznámila v dokumentu Doctor Who: More Than 30 Years in the TARDIS), kdyby seriál nebyl zrušen, byla plánována 27. série, která by byla vysílána v roce 1990. BBC opakovaně potvrzovala, že se seriál může vrátit zpět.
Když byla domácí produkce zrušena, BBC doufala v nalezení nezávislé produkční společnosti k obnovení seriálu. Philip Segal, který pracoval pro Columbia Pictures v USA, navštívil BBC v červenci 1989, když byla 26. série stále v produkci. Segalova jednání nakonec vedla ke vzniku televizního filmu vysílanému na Foxu v roce 1996, jako koprodukce mezi Fox, Universal Pictures, BBC a BBC Worldwide. Ačkoli byl film v Británii úspěšný (9,1 milionů diváků), v USA úspěch neměl, což vedlo k tomu, že nevznikla nová série.
Licencovaná média jako novely a audio epizody zajistily nové příběhy, avšak do roku 2003 zůstal Pán času jako televizní program nečinný. V září toho roku BBC ohlásila vznik nové série v domácí produkci. Producenty nové série se stali Russel T. Davies a ředitelka dramatu BBC Cymru Wales Julie Gardner.
Pán času se nakonec znovu objevil na televizních obrazovkách BBC1 26. března 2005, kdy byla odvysílána epizoda Rose. V letech 2006–2008 a 2010–2013 vzniklo dalších 7 sérií a několik Vánočních speciálu vysílaných vždy mezi jednotlivými sériemi. V roce 2009 žádná série nevznikla, ale vznikly 4 speciální epizody s Davidem Tennantem v roli Doktora. V roce 2010 nahradil Steven Moffat Russela T. Daviese v roli producenta. O sedm let později odstoupil Steven Moffat z křesla showrunnera a nahradil jej tvůrce seriálu Broadchurch Chris Chibnall společně s ko-producentem Mattem Strevensem. Chibnall jako první obsadil do role Doktora hned dvě ženy - Jodie Whittaker jako Třináctou Doktorku a Jo Martin jako neznámou inkarnaci Doktora. V roce 2022 měla původně BBC ukončit seriál, ale nakonec se vrátil Russell T. Davies a seriál pokračuje s Davidem Tennantem a Ncuti Gatwou jako Doktorem. 
25. 10. 2022 byla oznámena ko-produkce seriálu společností Disney. Po celém světě bude od roku 2023 možnost přehrávat nové epizody seriálu na platformě Disney +. 
Seriál z roku 2005 je přímým pokračováním seriálu z let 1963–1989 a filmu z roku 1995.

## Epizody
Původních 26 sérií Pána času běželo na BBC One od 23. listopadu 1963 do 6. prosince 1989. Během vysílání původní série byla každá týdenní epizoda částí příběhu, který se obvykle skládal ze čtyř až šesti epizod. Významné výjimky byly: The Dalek's Master Plan, který se skládal z 12 epizod, plus jednodílný úvod Mission to the Unknown, ve kterém se neobjevil Doktor ani jeho společníci; skoro celá 7. série sedmidílných příběhů; desetidílný příběh The War Games; The Trial of a Time Lord, který se skládal ze 14 epizod (ačkoli byl rozdělen na 4 samostatné části) během 23. série. Některé příběhy byly spojeny dějovou linií, např.: 8. série věnována bojům mezi Doktorem a Pánem času zvaným The Master (Vládce), výprava 16. série za Klíčem času, cesta v 18. sérii přes E-Space (druhý vesmír), trilogie 20. série o Černém strážci (v orig. Black Guardian).
Program byl zamýšlen jako výukový, pro rodinnou podívanou vysílaný v sobotní podvečer. Původně střídal příběhy zasazené do minulosti, s cílem učit mladší diváky o historii a příběhy zasazené do budoucnosti, s cílem učit diváky o vědě. To se odrazilo na Doktorových prvních společnících, jeden z nich byl učitel historie, druhý učitel věd.
Sci-fi epizody se průběhem času staly dominantními a historické příběhy, které nebyly příliš oblíbené, byly po příběhu The Highlanders (1967) vypuštěny. Zatímco seriál pokračoval, historické události byly použity jako pozadí pro sci-fi příběhy. Jedinou výjimkou byl příběh The Black Orchid, zasazený do Anglie v 20. letech 20. století.
První příběhy byly mezi sebou propojené, tedy děj jedné epizody přecházel do druhé a každá epizoda měla individuální název. Po příběhu The Gunfighters z roku 1966 byl každému příběhu přiřazen titulní název a jednotlivé epizody očíslovány.
Z mnoha scenáristů nejvíce epizod napsal Robert Holmes, zatímco Douglas Adams se stal nejpopulárnějším mimo seriál, hlavně díky popularitě jeho Stopařova průvodce po Galaxii.
V roce 2005 došlo ke změně formátu seriálu, kdy se každá série obvykle skládá ze třinácti 45minutových epizod a rozšířené epizody, vysílané o Vánocích. Každá série obsahuje několik samostatných (jednodílných) a vícedílných příběhů spojených příběhovou linií, která vyvrcholí na konci série. Stejně jako v 'klasické éře', ať už jde o samostatnou epizodu či vícedílný příběh, každá epizoda má svůj vlastní název. Některé z epizod jsou delší než 45 minut, např.: Journey's End (Konec cesty) z roku 2008, The Eleventh Hour (Jedenáctá hodina) z roku 2010, nebo Deep Breath z roku 2014, které trvají více než 60 minut.
V současnosti (k 13. září 2014) bylo odvysíláno 804 epizod (včetně filmu z roku 1996), tvořících dohromady 245 samostatných příběhů.

### Ztracené epizody
Mezi roky 1964 a 1973 bylo velké množství materiálu BBC uloženého na různých páskách a ve filmových knihovnách zničeno, smazáno nebo utrpělo kvůli špatnému uskladnění zhoršení kvality. Toto se dotklo mnoha epizod seriálu, nejvíce příběhů s prvními dvěma Doktory, ztvárněnými Williamem Hartnellem a Patrickem Troughtonem. Celkem nyní chybí 97 z 253 epizod natočených během prvních šesti let v archivech BBC (nejvíce, se 79 chybějícími epizodami, je poznamenaná 3., 4., a 5. série).
Žádná z epizod natočených v 60. letech neexistuje na originální pásce, ačkoli některé byly převedeny na film kvůli editaci před vysíláním a existují v jejich vysílací variantě.
Některé epizody byly navráceny z archivu zahraničních společností, které zakoupily kopie pro vysílání nebo od soukromých sběratelů, kteří je získali různými způsoby. Také byly získány barevné nahrávky, natočené fanoušky, stejně jako útržky natočené na 8mm kinofilm, které byly vysílány v jiných pořadech. Audio nahrávky ze všech ztracených epizod stále existují, z každého příběhu existují rovněž krátké klipy s výjimkou příběhů Marco Polo, Mission to the Unknown, The Massacre of St. Bartholomew's Eve.
Navíc existují fotografie, nasnímané Johnem Curou, který byl najat k dokumentování mnohých televizních pořadů během 50. a 60. let, včetně Pána času. Ty byly použity pro rekonstrukce ztracených epizod fanoušky. Tyto amatérské rekonstrukce jsou BBC tolerovány, protože nejsou prodávány kvůli zisku a jsou distribuovány jako VHS kopie s nízkou kvalitou.
Zřejmě nejvíce hledanou epizodou je čtvrtá část posledního Hartnellova příběhu The Tenth Planet, obsahující vůbec první regeneraci. Z epizody se dochoval jediný klip, natočený na 8mm film obsahující několik sekund scény s regenerací Prvního Doktora na Druhého. Se svolením BBC je nyní v úsilí obnovit tolik epizod, kolik je možno z existujícího materiálu.
'Oficiální' rekonstrukce byly rovněž vydány na VHS, CD, nebo jako bonusy na DVD. BBC ve spojení se studiem Cosgrove Hall vytvořila animované rekonstrukce pro ztracenou 1. a 4. epizodu příběhu The Invasion, za použití restaurované audio stopy a rozsáhlých materiálů použitých při natáčení a vydala je v roce 2006 na DVD. Ztracené epizody příběhu The Reign of Terror, vyrobené společností Theta-Sigma ve spolupráci se společností Big Finish byly vydány v květnu 2013. Dále byly animovány ztracené epizody z příběhů The Tenth Planet, The Ice Warriors a The Moonbase.
V dubnu 2006 oznámil pořad Blue Peter výzvu, že ten, kdo najde jakoukoli ztracenou epizodu, dostane model Daleka v životní velikosti.
V prosinci 2011 bylo oznámeno nalezení dvou ztracených epizod do BBC, jednalo se o třetí epizodu příběhu Galaxy 4 – Airlock a druhou epizodu příběhu The Underwater Menace.
10. října 2013 BBC oznámila, že bylo v Nigérii nalezeno 11 epizod, 9 z nich chybělo v archivech BBC. Jednalo se o všech šest epizod příběhu The Enemy of the World, z něhož 5 bylo ztracených (nyní je tento příběh kompletní), zbylé epizody patřily šestidílnému příběhu The Web of Fear, z něhož 5 epizod bylo ztraceno (nyní chybí pouze epizoda číslo 3).

## Postavy

### Doktor (The Doctor)
Hlavní článek: Doktor (Pán času)

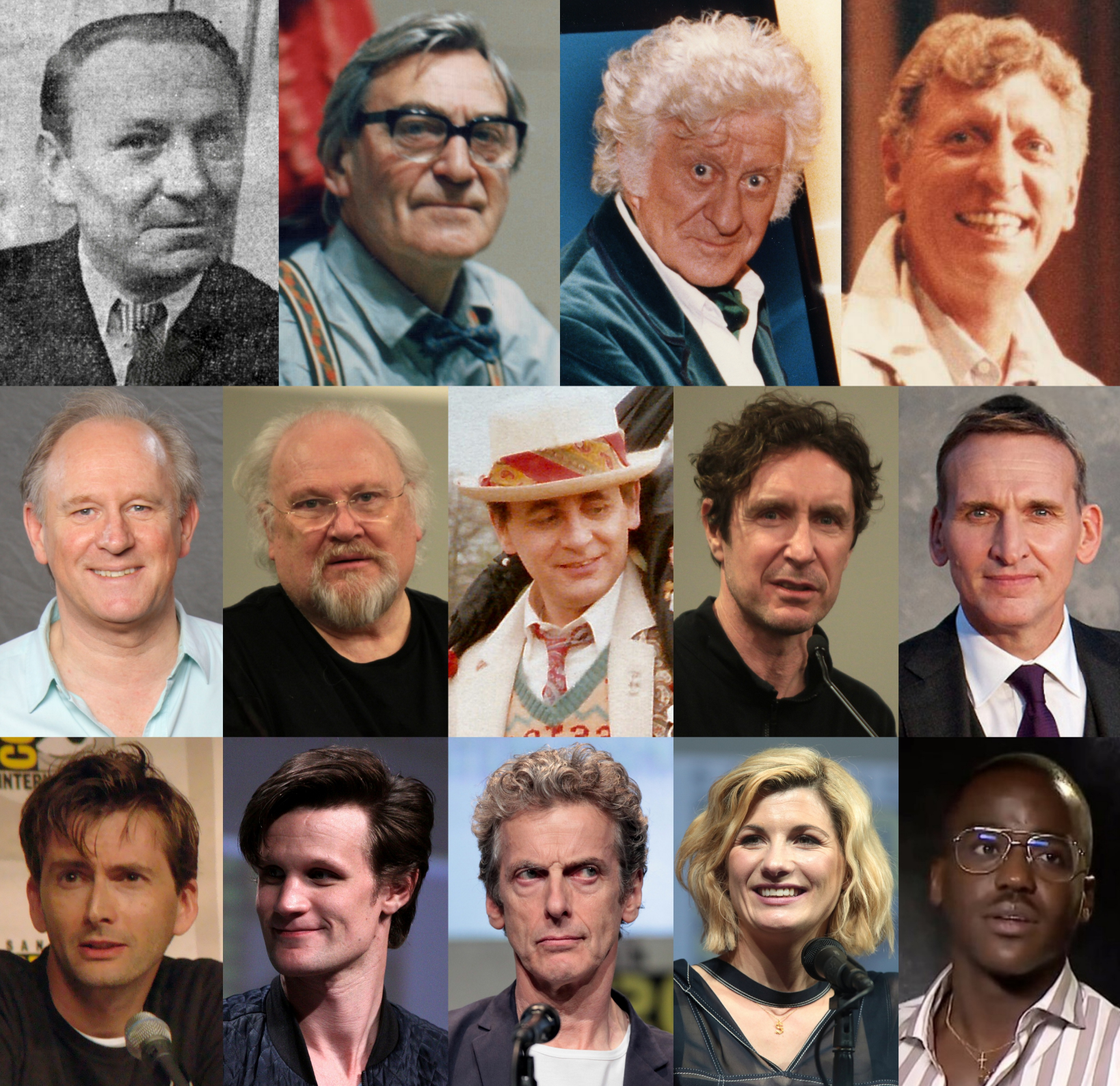
Herci ztvárňující postavu Doktora v chronologickém pořadí.

Postava Doktora byla od počátku zahalena tajemstvím. Vše, co o něm bylo ze začátku známo je, že je to velmi inteligentní mimozemský cestovatel, zkoumající čas ve své staré a živé lodi jménem TARDIS (akronym pro Time And Relative Dimension In Space - Čas a relativní dimenze ve vesmíru). TARDIS je mnohem větší uvnitř než zvenčí díky "jiné" dimenzi. Kvůli nefunkčnímu chameleonnímu obvodu (orig. chameleon circuit) vypadá stále jako modrá britská policejní budka z padesátých let.
Původní prchlivý a trochu zlověstný Doktor se brzy stal soucitnější postavou. Později bylo odhaleno, že utekl od svých lidí (Pánů času, v originále Time lords) z planety Gallifrey v souhvězdí Kasterbolous.

#### Regenerace
Producenti přišli s konceptem regenerace kvůli umožnění změny herce, který hraje hlavní roli, aby mohl seriál pokračovat. Díky regeneraci může každý Pán času na pokraji smrti obnovit své tělo, ovšem za cenu změny vzhledu a osobnosti. Poprvé se to stalo, když První Doktor (William Hartnell) musel kvůli zdravotním důvodům opustit seriál. Termín "regenerace" byl poprvé použit až při změně Třetího Doktora na Čtvrtého; Druhý Doktor svoji regeneraci z Prvního popsal, jako 'obnovení' a regenerace na Třetího byla popsána jako nucená změna vzhledu. V pozdějších epizodách byly tyto procesy označeny jako regenerace. Tento nápad umožnil výměnu hlavního herce několikrát během seriálu. Příběhy The Deadly Assassin, Mawdryn Undead a film z roku 1996 později stanovily, že každý Pán času může zregenerovat 12 krát a prožít takto 13 životů. Toto bylo uznané producenty jako problém, když bude muset Doktor zregenerovat po třinácté. Toto bylo vyřešeno v epizodě The Time of the Doctor, kdy Pánové času darovali Doktorovi sadu dalších dvanácti regenerací. Dvanáctý Doktor zregeneroval do ženského těla. To se stalo úplně poprvé v epizodě Twice Upon a Time. Třináctý Doktor (Jodie Whittaker) zregeneroval do 14. Doktora v 23. října 2022 v epizodě Power of the Doctor. Novým Doktorem je herec Ncuti Gatwa.
| Foto | Herec                 | Ztvárněn          | Počet sérií   | Počet epizod     | Začátek účinkování | Ve věku | Konec účinkování   | Ve věku       |
| ---- | --------------------- | ----------------- | ------------- | ---------------- | ------------------ | ------- | ------------------ | ------------- |
|      | William Hartnell      | První Doktor      | 4             | 134 (29 příběhů) | 23. listopadu 1963 | 55      | 29. října 1966     | 58            |
|      | Patrick Troughton     | Druhý Doktor      | 3             | 119 (21 příběhů) | 29. října 1966     | 46      | 21. června 1969    | 49            |
|      | Jon Pertwee           | Třetí Doktor      | 5             | 128 (24 příběhů) | 3. ledna 1970      | 50      | 8. června 1974     | 54            |
|      | Tom Baker             | Čtvrtý Doktor     | 7             | 172 (41 příběhů) | 8. června 1974     | 40      | 21. března 1981    | 47            |
|      | Peter Davison         | Pátý Doktor       | 3             | 69 (20 příběhů)  | 21. března 1981    | 29      | 16. března 1984    | 32            |
|      | Colin Baker           | Šestý Doktor      | 3             | 31 (8 příběhů)   | 16. března 1984    | 40      | 6. prosince 1986   | 43            |
|      | Sylvester McCoy       | Sedmý Doktor      | 3             | 42 (12 příběhů)  | 7. září 1987       | 44      | 6. prosince 1989   | 46            |
|      | Paul McGann           | Osmý Doktor       | —             | 1 (1 příběh)     | 27. května 1996    | 36      | 27. května 1996    | 36            |
|      | John Hurt             | Válečný Doktor    | —             | 1 (1 příběh)     | 23. listopadu 2013 | 73      | 23. listopadu 2013 | 73            |
|      | Christopher Eccleston | Devátý Doktor     | 1             | 13 (10 příběhů)  | 26. března 2005    | 41      | 18. června 2005    | 41            |
|      | David Tennant         | Desátý Doktor     | 3             | 47 (36 příběhů)  | 18. června 2005    | 34      | 1. ledna 2010      | 38            |
|      | Matt Smith            | Jedenáctý Doktor  | 3             | 44 (39 příběhů)  | 1. ledna 2010      | 27      | 25. prosince 2013  | 31            |
|      | Peter Capaldi         | Dvanáctý Doktor   | 3             | 39 (33 příběhů)  | 25. prosince 2013  | 55      | 25. prosince 2017  | 59            |
|      | Jodie Whittaker       | Třináctý Doktor   | 2             | 31 (24 příběhů)  | 25. prosince 2017  | 36      | 23. října 2022     | 40            |
|      | Jo Martin             | Neznámá inkarnace |               | 4 (4 příběhy)    | 26. ledna 2020     | 40      | 23. října 2022     | 42            |
|      | David Tennant         | Čtrnáctý Doktor   | -             | 3 (3 příběhy)    | 23. října 2022     | 52      | 9. prosince 2023   | 53            |
|      | Ncuti Gatwa           | Patnáctý Doktor   | bude oznámeno | bude oznámeno    | 9. prosince 2023   | 31      | bude oznámeno      | bude oznámeno |

Někteří Doktoři se později objevili v různých speciálních epizodách (často s jeho dalšími inkarnacemi), většinou k oslavě výročí seriálu.
První Doktor se později objevil v roce 1973 v příběhu The Three Doctors a v roce 1983 v epizodě The Five Doctors, k oslavě 20. výročí seriálu. V epizodě The Five Doctors byl hrán hercem Richardem Hurndallem, jelikož Hartnell byl v té době 8 let po smrti. Postava prvního doktora se později objevila i ve vánočním speciálu z roku 2017 nazvaném Twice upon a Time hrál ho David Bradley.
Druhý Doktor se později objevil v příběhu The Three Doctors, epizodě The Five Doctors a v roce 1985 v příběhu The Two Doctors.
Třetí Doktor se později objevil v epizodě The Five Doctors a v roce 1993 ve speciální miniepizodě Dimensions in Time.
Čtvrtý Doktor se později objevil v epizodě The Five Doctors (i když nepřímo, byly použity záběry z neodvysílaného příběhu Shada), v miniepizodě Dimensions in Time a ve speciálu k výročí 50. let od vzniku seriálu The Time of The Doctor.
Pátý Doktor se později objevil v miniepizodách Dimensions in Time a Time Crash (2005).
Šestý Doktor se později objevil v miniepizodě Dimensions in Time.
Sedmý Doktor se později objevil v miniepizodě Dimensions in Time.
Osmý Doktor se v roce 2013 objevil ve speciální miniepizodě The Night of the Doctor, natočené k 50. výročí seriálu.
Válečný Doktor je tajemnou inkarnací mezi Osmým a Devátým Doktorem, poprvé byl představen v epizodě Name of the Doctor (2013), jeho hlas zazněl v miniepizodě The Night of The Doctor a objevil se v epizodě The Day of the Doctor (2013), k oslavě 50. výročí seriálu.
Desátý Doktor se také později objevil v epizodě The Day of the Doctor.
Jedenáctý Doktor se objevil v epizodě Deep Breath, hned v první epizodě, ve které byl nový Doktor číslo dvanáct, kde zavolal do budoucnosti Claře.
Dále se všichni Doktoři objevili v řadě dalších epizod za pomoci archivních záběrů.
V poslední epizodě Třinácté Doktorky se objevili: David Bradley jako první Doktor, Peter Davison jako pátý Doktor, Colin Baker alias Doktor č. 6, Sylvester McCoy a jeho sedmá inkarnace, Paul McGann jako osmý Doktor a Jo Martin (Uprchlý Doktor) s Davidem Tennantem, do kterého zregenerovala Třináctá Doktorka.
Čtrnáctý Doktor nezregeneroval klasickým způsobem, v epizodě Chichot (2023) bigeneroval. Patnáctý Doktor (Ncuti Gatwa) se odštěpil od Čtrnáctého a oba Doktoři existují naráz. 

#### Odhalení o Doktorovi
Během dlouhé historie seriálu byla o Doktorovi odhalena řada tajemství, která vznesla další otázky. V příběhu The Brain of Morbius (1974), bylo naznačeno, že První Doktor nemusí být jeho první inkarnací (ačkoli další tváře mohou být inkarnacemi Pána času zvaného Morbius). V následujících příbězích byl První Doktor vylíčen jako první inkarnace Doktora. V příběhu Mawdryn Undead (1983) bylo výslovně řečeno, že Pátý Doktor je Doktorovou pátou inkarnací. Později toho roku během speciální epizody The Five Doctors k 20. výročí seriálu se První Doktor ptá Pátého, která je regenerace. Když Pátý Doktor odpoví, že čtvrtá, První Doktor odpoví "Dobrý Bože, tak už je nás pět!". V roce 2010 v epizodě Nájemník Jedenáctý Doktor nazve sebe "Jedenáctým".
Během éry Sedmého Doktora bylo naznačeno, že Doktor je víc než jen obyčejný Pán času. Ve filmu z roku 1996 Osmý Doktor popsal sám sebe jako 'napůl člověk'.
První příběh seriálu The Unearthly Child ukazuje, že Doktor má vnučku – Susan Foreman. V příběhu Tomb of the Cybermen z roku 1967, když Victoria (tehdejší Doktorova společnice) pochybuje že si může vzpomenout na svou rodinu, když je tak starý, Doktor odvětí, že může, pokud bude opravdu chtít. Seriál z roku 2005 odhalil, že si Devátý Doktor myslel, že je poslední přeživší Pán času po Časové Válce a jeho planeta byla zničena. V epizodě Prázdné dítě z roku 2005 dr. Constantine pronesl: "než válka začala, byl jsem otec a dědeček, teď nejsem ani jedno". Doktor odpoví: "Ano, znám ten pocit". V epizodě Smith a Jonesová z roku 2007, když byl tázán, zda má bratra, odpověděl: "Ne, už ne". V epizodách Kdo se bojí Chloe z roku 2006 a Doktorova dcera z roku 2008 pronesl, že v minulosti byl otcem.
V epizodě Svatba River Songové z roku 2011 bylo odhaleno, že Doktorovo jméno je tajemství, které nesmí být nikdy odhaleno, ačkoliv později Osgoodové odvětil, že se jmenuje Basil v epizodě "The Zygon Inversion" z roku 2015.
Ve finále 12. řady je odhaleno, že Doktor není původem z Gallifrey, je tzv. Věčným dítětem, které jeden z otců zakladatelů Pánů času Tecteun zkoumala a nalezla u něj způsob regenerovat. Vytvořila tak základní genetický kód regenerace Pánů času - Věčné Dítě, tedy budoucí Doktor. Následně byla dítěti po několika regeneracích kompletně vymazána paměť. Proto je První Doktor skutečně první inkarnací osoby toho jména. Tato kontroverzní teorie vznikla pod rukama Chrise Chibnalla, současného showrunnera.
V poslední epizodě 13. Doktorka zregenerovala Doktorka do již staré známé tváře (David Tennant). Tato inkarnace má být ale úplně nová. Jde o navázání na výroční speciály k 60. výročí roku 2023.
Ve třetím výročním speciálu Chichot došlo k první bigeneraci. Čtrnáctý a Patnáctý Doktor žijí a cestují ve svých TARDIS. Seriál sleduje primárně Patnáctého Doktora (Ncuti Gatwa).

### Společníci

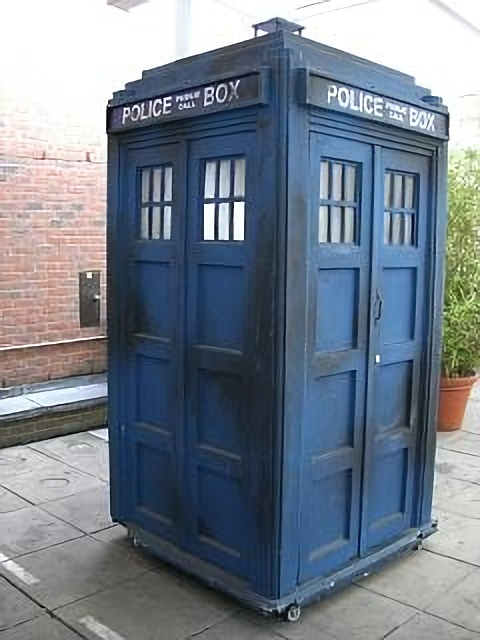
TARDIS – Doktorův dopravní prostředek

Postava společníka byla součástí seriálu už od roku 1963, kdy seriál vznikl. Jednou z jejich povinností je připomenout Doktorovi jeho 'morální povinnost'. První Doktorovi společníci byli jeho vnučka Susan Foreman (Carole Ann Ford) a její učitelé Barbara Wright (Jacqueline Hill) a Ian Chesterton (William Russel). Tyto postavy byly zamýšleny k odhalení informací o Doktorovi divákům. Jediný příběh z klasické éry, ve kterém cestuje Doktor sám, je The Deadly Assassin (Smrtící zabiják). Významnými společníky z původního seriálu byli Romana (Mary Tamm a Lalla Ward) – Paní času, Sarah Jane Smith (Elisabeth Sladen) a Jo Grant (Katy Manning). Doktor běžně přijímá nové společníky a opouští staré, někdy se vrací domů nebo si najdou nové místo, kde z různých příčin zůstanou. Někteří však během seriálu zahynou. Společníci jsou obvykle lidé nebo humanoidní mimozemšťané.
Od návratu seriálu v roce 2005 Doktor cestuje přednostně se společníky ženského pohlaví, kteří mají nyní větší roli. Steven Moffat popsal společnice jako hlavní postavu seriálu, každá z nich podstoupí větší změnu než Doktor. Hlavními společníky Devátého a Desátého Doktora byly Rose Tyler (Billie Piper), Martha Jones (Freema Agyeman) a Donna Noble (Catherine Tate) s Mickeym Smithem (Noel Clarke), Jackie Tylerovou (Camille Coduri) a Jackem Harknessem (John Barrowman) jakožto dalšími společníky. Jedenáctý Doktor se stal prvním, který cestoval s manželským párem, který tvořila Amy Pond (Karen Gillan) s Rorym Williamsem (Arthur Darvill), s občasnými setkáními s River Songovou (Alex Kingston). Od druhé poloviny 7. série je Doktorovou společnicí Clara Oswin Oswald (Jenna Coleman). V 10. sérii nahradila Claru nová společnice Bill Potts (Pearl Mackie), která zároveň seriál po Vánočním speciálu "Twice upon a time" 25.12.2017 opustila. Pro 11.sérii jsou oznámeni 3 společníci. Graham (Bradley Walsh), Ryan (Tosin Cole) a Yasmin (Mandip Gill) - herečka původem z Indie. Ve 12. sérii se obsazení nezměnilo. Pro třináctou sérii seriál opouští Graham a Ryan. Zůstává Yasmin (Mandip Gill) a nový společník Dan (John Bishop). Yaz i Dan odešli v poslední epizodě Třinácté Doktorky. V posledním díle 13. Doktora se objevily Ace, Tegan, Mel i Jo Grant. Z mužů i první společník Ian Chestetron, či Graham O´Brien. Donna Noble se vrátila pro tři speciály k 60. výročí po boku Čtrnáctého Doktora. Patnáctý Doktor (Ncuti Gatwa) cestuje s dívkou Ruby Sunday (Millie Gibson) a od jeho druhé řady s Belindou Chandrou (Varada Sethu). 
Někteří společníci se stali hlavními postavami spin-offů (odvozených seriálů). Sarah Jane Smith se stala hlavní postavou seriálu Dobrodružství Sarah Jane po návratu k seriálu Pán času v roce 2006. Hostem v seriálu se stalo několik bývalých společníků – Jo Grant, K-9 (Doktorův robotický pes) a Brigadier Lethbridge-Stewart (Nicholas Courtney). Kapitán Jack Harkness se stal jednou z hlavních postav seriálu Torchwood, ve kterém se objevila i Doktorova společnice Martha Jones.
| Herec              | Společník                    | Cestoval/a s Doktorem                                             | série                           | Počet epizod | Datum              | Ve věku | Datum             | Ve věku |
| ------------------ | ---------------------------- | ----------------------------------------------------------------- | ------------------------------- | ------------ | ------------------ | ------- | ----------------- | ------- |
| Caroline Ann Ford  | Susan                        | První Doktor                                                      | 1. - 2.                         |              | 1963               |         | 1964              |         |
| William Russell    | Ian Chestetron               | První Doktor                                                      | 1. - 2.                         |              | 1963               |         | 1965              |         |
| Anneke Wills       | Polly                        | První, Druhý Doktor                                               | 3. - 4.                         |              | 1965               |         | 1966              |         |
| Frazer Hines       | Jamie McCrimmon              | Druhý Doktor                                                      | 4. - 6.                         |              | 1966               |         | 1969              |         |
| Nicholas Courtney  | Brigadier Lethbridge-Stewart | Druhý, Třetí, Čtvrtý, Pátý, Sedmý Doktor                          | 6., 7. - 11., 12., 21., 25.     |              | 1969               |         | 1988              |         |
| Caroline John      | Liz Shaw                     | Třetí Doktor                                                      | 7.                              |              | 1970               |         | 1971              |         |
| Katy Manning       | Jo Grant                     | Třetí Doktor                                                      | 8. - 10.                        |              | 1971               |         | 1973              |         |
| Elizabeth Sladen   | Sarah Jane Smith             | Třetí, Čtvrtý, Desátý, Jedenáctý Doktor                           | 11. - 14. 2. - 4. (Nový Doktor) |              | 1973               |         | 2011              |         |
| Louise Jameson     | Leela                        | Čtvrtý Doktor                                                     | 14. - 15.                       |              | 1976               |         | 1978              |         |
| Mary Tamm          | Romana I.                    | Čtvrtý Doktor                                                     | 16.                             |              | 1979               |         | 1979              |         |
| Lala Ward          | Romana II.                   | Čtvrtý Doktor                                                     | 17. - 18.                       |              | 1980               |         | 1981              |         |
| Sarah Sutton       | Nyssa                        | Čtvrtý, Pátý Doktor                                               | 18. - 20.                       |              | 1981               |         | 1982              |         |
| Matthew Waterhouse | Adric                        | Čtvrtý, Pátý Doktor                                               | 18. - 19.                       |              | 1981               |         | 1982              |         |
| Janet Fielding     | Tegan Jovanka                | Čtvrtý, Pátý, Třináctý Doktor                                     | 18. - 21. 13.                   |              | 1981               |         | 2022              |         |
| Nycola Bryant      | Peri Brown                   | Pátý, Šestý Doktor                                                | 21. - 23.                       |              | 1984               |         | 1986              |         |
| Bonnie Langford    | Melanie Bush "Mel"           | Šestý, Sedmý Doktor                                               | 23., 24.                        |              | 1986               |         | 1987              |         |
| Sophie Aldred      | Ace (Dorothy McShane)        | Sedmý, Třináctý Doktor                                            | 24. - 26. 13. (Nový Doktor)     |              | 1987               |         | 2022              |         |
|                    | Grace Holloway               | Osmý Doktor                                                       | TV Film                         | 1            | 1996               |         | 1996              |         |
| Billie Piper       | Rose Tyler                   | Devátý a Desátý Doktor                                            | 1. - 2.; 4.                     |              | 25. března 2005    | 23      | 1. ledna 2010     | 28      |
| John Barrowman     | Kapitán Jack Harkness        | Devátý, Desátý, Třináctý Doktor                                   | 1., 3., 4., 12.                 |              | 21. května 2005    | 38      | 1. ledna 2021     | 53      |
| Freema Agyeman     | Martha Jones                 | Desátý Doktor                                                     | 3. - 4.                         | 18           | 31. března 2007    | 28      | 1. ledna 2010     | 31      |
| Caterine Tate      | Donna Noble                  | Desátý Doktor                                                     | 4.                              | 15           | 25. prosince 2006  | 38      | 1. ledna 2010     | 41      |
| Karen Gillan       | Amy Pond                     | Jedenáctý Doktor                                                  | 5. - 7.                         |              | 3. dubna 2010      | 22      | 29. září 2012     | 24      |
| Arthur Darvill     | Rory Williams                | Jedenáctý Doktor                                                  | 5. - 7.                         |              | 3. dubna 2010      | 27      | 29. září 2012     | 29      |
| Alex Kingston      | River Song                   | Desátý, Jedenáctý a Dvanáctý Doktor                               | 4., 5. - 7., 9.                 |              | 31. května 2008    | 44      | 25. prosince 2015 | 51      |
| Jemma Redgave      | Kate Lethbridge-Stewart      | Válečný, Jedenáctý, Dvanáctý, Třináctý, Čtrnáctý, Patnáctý Doktor | 7., 8., 9., 13., 60. výročí 1.- |              |                    |         |                   |         |
| Jenna Coleman      | Clara Oswald                 | Jedenáctý a Dvanáctý Doktor                                       | 7. - 9.                         |              | 1. září 2012       | 25      | 25. prosince 2017 | 30      |
| Matt Lucas         | Nardole                      | Dvanáctý Doktor                                                   | 9. - 10.                        | 15           | 25. prosince 2015  | 40      | 25. prosince 2017 | 42      |
| Pearl Mackie       | Bill Potts                   | Dvanáctý Doktor                                                   | 10.                             | 13           | 15. dubna 2017     | 29      | 25. prosince 2017 | 29      |
| Tosin Cole         | Ryan Sinclair                | Třináctý Doktor                                                   | 11. - 12.                       | 22           | 7. října 2018      | 25      | 1. ledna 2021     | 28      |
| Bradley Walsh      | Graham O´Brien               | Třináctý Doktor                                                   | 11. - 12.                       | 23           | 7. října 2018      | 57      | 23. října 2022    | 61      |
| Mandip Gill        | Yasmin Khan                  | Třináctý Doktor                                                   | 11. - 13.                       | 31           | 7. října 2018      | 29      | 23. října 2022    | 34      |
| John Bishop        | Dan Lewis                    | Třináctý Doktor                                                   | 13.                             | 9            | 31. října 2021     | 54      | 23. října 2022    | 55      |
| Catherine Tate     | Donna Noble                  | Čtrnáctý Doktor                                                   | 60. výročí                      | 3            | 25. listopadu 2023 | TBA     | 9. prosince 2023  | TBA     |
| Millie Gibson      | Ruby Sunday                  | Patnáctý Doktor                                                   |                                 |              | 25. prosince 2023  | 19      |                   |         |
| Varada Sethu       | Belinda Chandra              | Patnáctý Doktor                                                   | 2. -                            |              | 12. dubna 2025     |         |                   |         |

### Protivníci
Když Sydney Newman vytvářel seriál, chtěl se vyhnout klišé s "bug-eyed-monsters", jak sám nazval mimozemšťany, objevující se ve starších sci-fi pořadech. Ale příšery se staly mezi diváky populárními a staly se pilířem seriálu.
S návratem seriálu v roce 2005 chtěl výkonný producent Russel T. Davies znovu přivést řadu původních nepřátel, kteří se stali ikonami seriálu. Jednalo se o Autony s Nestenským vědomím (v orig. Autons a Nestene Consciousness) a Daleky (The Daleks) v první sérii. Ve druhé sérii to byli Kyberlidé (The Cybermen). V třetí sérii se vrátili Macra a Pán času zvaný Vládce (The Master). V sérii 4. to byli Sontarané, Davros Ve speciálech z let 2009–10 Páni času (Rassilon – Lord Prezident Pánů času). V páté sérii Steven Moffat pokračoval v práci svého předchůdce, přivedl zpět Siluriany. V šesté Kyberlezy (Cybermats) a Ledové válečníky (Ice Warriors) v sérii 7. Ve speciálu k 50. výročí přivedl zpět Zygony (The Zygons). V osmé sérii jsme mohli poprvé vidět ženskou verzi Vládce - Missy (Michelle Gomez). Na konci 10.série se setkal Vládce (John Simm) se svou budoucí inkarnací Missy.
Od roku 2005 zde rovněž bylo několik vracejících se mimozemšťanů: Slitheenové, Oodové, Plačící andělé (Weeping Angels), a Ticho (The Silence).
Kromě občasných výskytů Ledových válečníků, Ogronů, Rani (The Rani – Paní času), a Černého strážce (Black Guardian), se zejména několik protivníků stalo ikonami seriálu.

#### Dalekové (The Daleks)
Hlavní článek: Dalekové
Dalekové se poprvé objevili v roce 1963, a od té doby se stali Doktorovými odvěkými nepřáteli. Dalekové byli původně Kaledové (humanoidní mimozemšťané z planety Skaro), kteří zmutovali kvůli vědci Davrosovi a byli usazeni do stroje podobného tanku kvůli pohyblivosti. Stvoření uvnitř se podobají chobotnici s velmi výrazným mozkem. Jejich brnění obsahuje jedno oko na stopce, umožňující jim vidět, zařízení podobné zvonu na odpady, které slouží jako 'ruka', a zbraně. Jejich hlavní slabostí je oční stopka, útok na ni může Daleka oslepit. Jejich hlavní rolí, jak sami často kovovým hlasem prohlašují, je "Vyhladit" (v orig. Exterminate) každou živou bytost, která není Dalek, dokonce napadení Pánů času v často zmiňované, avšak pouze letmo ukázané Časové válce. Davros se poprvé objevil v příběhu Genesis of the Daleks a stal se stejně jako Dalekové vracející se postavou.
Dalekové také bojovali v Časové válce, kde také byla stvořena Archa Stvoření.
Dalekové byli vytvořeni scenáristou Terrym Nationem a designérem BBC Raymondem Cusickem jako alegorie na nacisty. Debut Daleků ve druhém příběhu seriálu The Daleks udělal Daleky i samotný seriál populárním. V nové sérii se Dalekové stali barevnými, barva určuje jejich funkci.
V epizodě Asylum of the Daleks z roku 2012 se objevila každá generace Daleků. V epizodě Revolution of the Daleks (2021) se Dalekové snažila využít britská vláda jako obranné přístroje.

#### Kyberlidé (The Cybermen)
Hlavní článek: Kyberlidé
Kyberlidé byli původně zcela organickými humanoidy, pocházejícími z planety Mondas, která byla dvojčetem planety Země. Kyberlidé postupně začali nahrazovat části těl umělými. To vedlo k tomu, že se z nich stali kyborgové bez emocí. Po zničení planety Mondas si Kyberlidé našli jako nový domov planetu Telos. Stejně jako Dalekové se stali vracejícími se postavami.
V roce 2006 seriál představil zcela novou verzi Kyberlidí pocházejících z paralelního vesmíru. Ty vytvořil šílený vynálezce John Lumic, který chtěl prodloužit lidský život přenesením mozku do umělého těla, zasíláním příkazů přes mobilní síť a potlačením emocí pomocí čipu.

#### Vládce (The Master)
Hlavní článek: Vládce
Vládce je Doktorův úhlavní nepřítel, odpadlík mezi Pány času, který se rozhodl ovládnout vesmír. Postava se poprvé objevila v roce 1971. Stejně jako Doktor byl i Vládce ztvárněn několika herci, jelikož jako Pán času může i Vládce regenerovat. Prvním byl Roger Delgado, který pokračoval v roli až do své smrti v roce 1973. Krátce byl hrán Peterem Prattem a Geoffreyem Beeversem, než se role ujal Anthony Ainley, který v seriálu zůstal až do jeho přerušení v roce 1989. Vládce se poté vrátil ve filmu v roce 1996, kde byl hrán Američanem Ericem Robertsem.
Vládce se objevil i v obnovené sérii, hraný v jedné epizodě Derekem Jacobim, dokud nezregeneroval a roli nepřevzal John Simm. Ten zůstal v roli Vládce až do roku 2010. Na jeho místo potom nastoupila herečka Michelle Gomez. Na konci 10.série se setkal Vládce Johna Simma s Missy Michelle Gomez. V roce 2020 byl Vládce představen znovu, tentokrát si vzal tělo agenta MI6 "O" (Sacha Dhawan) a ukázal 13. Doktorovi pravdu o jejich původu. 
| Herec           | Inkarnace Doktora          | série       | První díl                   | Poslední díl                   |
| --------------- | -------------------------- | ----------- | --------------------------- | ------------------------------ |
| Roger Delgado   | Třetí                      | 8. - 10.    | Terror of the Autons (1971) | Frontier in space (1973)       |
| Peter Pratt     | Čtvrtý                     | 14.         | The Deadly Assassin (1978)  | The Deadly Assassin (1978)     |
| Geoffrey Beeves | Čtvrtý                     | 18.         | The Keeper of Traken (1981) | The Keeper of Traken (1981)    |
| Anthony Ainley  | Čtvrtý, Pátý, Šestý, Sedmý | 18. - 26.   | The Keeper of Traken (1981) | Survival (1989)                |
| Eric Roberts    | Osmý                       | TV FILM     | Doctor Who (1996)           | Doctor Who (1996)              |
| Dereck Jacobi   | Desátý                     | 3.          | Utopie (2007)               | Utopie (2007)                  |
| John Simm       | Desátý, Dvanáctý           | 3., 4., 10. | Utopie (2007)               | The Doctor Falls (2017)        |
| Michelle Gomez  | Dvanáctý                   | 8. - 10.    | Deep Breath (2014)          | The Doctor Falls (2017)        |
| Sacha Dhawan    | Třináctý                   | 12., 13.    | Spyfall: Part One (2020)    | The Power Of The Doctor (2022) |

### Panteon chaosu
Panteon je jedním z témat 1. série Patnáctého Doktora (Ncuti Gatwa). Prvním "bohem chaosu" byl Hračkář.

#### Nebeský hračkář
Poprvé se objevil v příběhu The Toymaker Prvního Doktora roku 1965. Vrátil se v epizodě Chichot a čelil Čtrnáctému, respektive Patnáctému Dotkorovi. Zde si jej zahrál americký herec Neil Patrick Harris. 
Hračkář žije ve svém světě, když pronikne do toho našeho, jediné, co jej drží, jsou pravidla hry. Slovy "Vyzývám tě ke hře" Hračkáře i sebe dostáváte do hry, kde platí jen konkrétní pravidla. Poprvé vyhrává Doktor a vymaže Hračkáře z existence. V Chichotu tentokrát nejprve vyhraje Hračkář nad Čtrnáctým Doktorem a následně 15. a 14. Doktoři vyhrají v obyčejné hře hodu míčkem. Těsně před svou "smrtí" Hračkář varuje Doktory, že "jeho legie se blíží". 

#### Maestro
Hračkářovo dítě, nemesis 15. Doktora, Maestro se živí hudbou. Pojmou do sebe všechnu hudbu světa a vytvoří tak smutné místo bez možnosti vyjádřit své emoce skladbou. Maestro se objevují ve druhé epizodě první série 15. Doktora Ďáblův akord. Zahráli si je americká drag queen Jinx Monsoon.

## Vývoj loga
Níže můžete vidět vývoj loga seriálu od prvního po aktuálního Doktora. Některá sdílelo více Doktorů, například poslední řada třetího Doktora měla stejné logo jako první řady Doktora čtvrtého. Podobně na tom jsou také Doktor devátý a desátý, kteří se taktéž podělili o stejné logo.

### Zajímavosti
- Původní logo (první a částečně druhý Doktor) bylo v malé obměně použito v rámci úvodních titulků speciálu k 50. výročí Den Doktorův.
- Logo použité ve filmu Doctor Who: Nepřítel uvnitř s osmým Doktorem je vlastně upravené logo Doktora třetího.
- Logo devátého Doktora bylo s nástupem Davida Tennanta nepatrně upraveno, v zásadě se však jeho vzhled nijak nezměnil.

### Původní série

1963-1967, 2013 (50. výročí seriálu) (První Doktor)
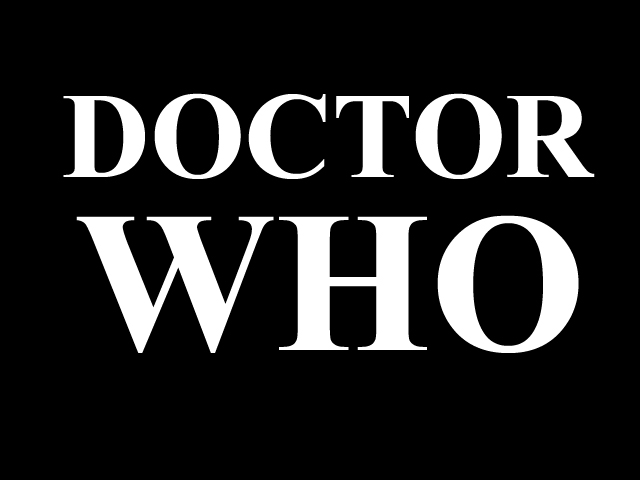
1967-1969 (Druhý Doktor)
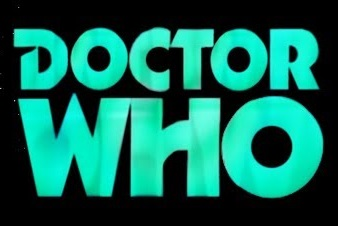
1970 - 1973 (Třetí Doktor)

### Obnovené série

(2010-2018) (Jedenáctý a dvanáctý Doktor)

### Změna intra
S časem se neměnil jenom logo ale i intro (začátek).

## Významné osobnosti v seriálu
V seriálu Pán času bylo představeno v průběhu jeho vysílání množství významných osobností planety Země.

### Osobnosti v původním seriálu
- Marco Polo, Kublaj-chán – Marco Polo
- Maximilien Robespierre, Napoleon Bonaparte – Reign of Terror
- císař Nero – The Romans
- Richard Lví srdce – The Crusade
- Benjamin Briggs – The Chase
- Karel IX. Francouzský, Kateřina Medicejská, admirál de Coligny – The Massacre of St Bartholomew's Eve
- Doc Holliday, Wyatt Earp a další účastníci přestřelky v O.K. Corral – The Gunfighters
- Jan Bezzemek – King's Demons
- George Stephenson – Mark of the Rani
- Herbert George Wells – Timelash
- Albert Einstein – Time and the Rani

### Osobnosti v obnoveném seriálu
- Charles Dickens – Nepokojná mrtvá, Svatba River Songové
- William Shakespeare – Šifra mistra Shakespeara
- Agatha Christie – Jednorožec a vosa
- Vincent van Gogh – Vincent a Doktor, Pandorika se otevírá
- královna Viktorie – Zub a spár
- madame de Pompadour – Dívka v krbu
- král Ludvík XV. – Dívka v krbu
- královna Alžběta I. – Šifra mistra Shakespeara, The Day of the Doctor
- Winston Churchill – Vítězství Daleků, Pandorika se otevírá, Svatba River Songové
- Richard Nixon – Nemožný astronaut, Den Měsíce
- Adolf Hitler – Zabijeme Hitlera
- královna Nefertiti - Dinosauři na vesmírné lodi
- Robin Hood - Robot of Sherwood
- Rosa Parksová - Rosa
- Nikola Tesla, Thomas Edison - Nikola Tesla's Night of Terror
- Mary Seacole - The War of the Sontarans
- Rasputin (jako Master) - The Power of the Doctor
- John Logie-Bird - Chichot

## Odvozené seriály (spin-offy)
Během dlouhých let vysílání Doktora Who vznikly další seriály, které více či méně navazují na události v seriálu Doktor Who. Například kreslená verze seriálu nebo seriál K9 and Company (K-9 byl Doktorův robotický pes).
- V roce 2006 vznikl spin-off s názvem Torchwood, který popisuje případy tajné organizace, která zkoumá mimozemské technologie na území Velké Británie. Tato organizace byla založená už v 19. století právě kvůli Doktorovi. Tento seriál byl zatím uveden ve čtyřech sériích. Slovo Torchwood je anagramem slov "Doctor Who".
- V roce 2007 byl na televizní obrazovky uveden spin-off Dobrodružství Sarah Jane, kde byla hlavní postavou Sarah Jane Smithová, jedna z nejpopulárnějších společnic 3. a 4. Doktora. Ta se předtím objevila také ve třetím díle 2. série (School Reunion). Tento seriál je určen spíše pro dětské publikum a po odvysílání prvních šesti epizod páté série byl ukončen z důvodu úmrtí Elisabeth Sladen, která hrála ústřední postavu.[4]
- Také vznikl seriál K9 and company.
- Od roku 2016 je vysílán nový spin-off seriál s názvem Class. Odehrává se na již ze seriálu známé škole Coal Hill na kterou, kvůli časoprostorové trhlině neustále útočí mimozemšťané a monstra. Doktor nemůže být všude naráz tak školu brání skupina studentů.

## Navazující knihy, filmy, hry, komiksy
Podle jednotlivých epizod bylo napsáno přes 150 románů, děti si oblíbily hry s kovovými hlasy robotů a byly natočeny celovečerní filmy:
- 1965 Dr. Who and the Daleks
- 1966 Daleks – Invasion Earth: 2150 A. D.[5]
- byla vytvořena hra Weeping angels (Plačící andělé)

### Knihy
Na téma seriálu bylo napsáno velké množství knih (především knižních verzí jednotlivých dílů seriálu). Některé knihy s jedenáctým Doktorem vyšly (či mají vyjít) i v češtině v brněnském nakladatelství JOTA. Na korekcích českého překladu se pro dodržení návaznosti názvosloví podílelo sdružení Doctor Who FanClub ČR.
- Závoj smutku (The Shroud of Sorrow), od autora Tommyho Donbavanda, děj se odehrává v roce 1963, po vraždě J. F. Kennedyho. V češtině kniha vyšla roku 2014 v překladu Tomáše Oaklanda.
- Dalecká generace (The Dalek Generation), od autora Nicholase Briggse, v češtině vyšlo 4. 2. 2015.
- Silueta
- Roj Hrůzy

## Významná fakta
V příběhu The Deadly Assassin (1976) se Čtvrtým doktorem se poprvé v historii science fiction objevuje počítačový systém na tvorbu interaktivní virtuální reality s názvem Matrix.

## Příznivci
Tak jako jiné SF seriály (např. Star Trek a jeho trekkies) měly a mají své fankluby i příznivce, pak je tomu i zde, u Doktora Who. Jeho fanoušci jsou nazývaní "Whovians". Je znám případ Australana, který si postavil domek věnovaný právě tomuto seriálu. Fanoušci seriálu začali pořádat akce i v ČR.

## Ocenění
- cena Hugo 2007 – nominace[9]

## Zajímavosti
- Jedná se o nejdéle vysílaný sci-fi seriál a od 1. ledna 2010 je zapsán v Guinnessově knize rekordů.
- 23. 11. 2013 bylo 50. výročí seriálu, po celém světě byl vysílán 77 minut dlouhý speciál s Mattem Smithem, Davidem Tennantem, Johnem Hurtem, Jennou Coleman, Billie Piper a Tomem Bakerem.
- Amy Pond je ze Skotska, stejně jako její představitelka Karen Gillan.
- Peter Capaldi byl v mládí velkým fanouškem seriálu Doctor Who. Dokonce chtěl být předsedou fanklubu.
- David Tennant napsal jako malý esej o tom, jak bude jednou Doktor.
- 16. 7. 2017 bylo oznámeno, že Třináctého Doktora si poprvé zahraje žena a to britská herečka Jodie Whittaker, dne 9. 11. 2017 odhalila BBC oficiální kostým 13. Doktora.
- Původní znělku seriálu z roku 1963, používanou až do roku 1980, vytvořila Delia Derbyshire bez jakýchkoliv hudebních nástrojů, syntezátorů nebo počítačů; vše vzniklo poměrně složitou úpravou magnetických pásek. Jde o první čistě elektronickou skladbu užitou v televizi.[10]